# جورج سميث (مخرج أفلام)
جورج سميث (بالإنجليزية: George Albert Smith)‏  (و. 1864 – 1959 م) هو مخرج أفلام، ومنتج أفلام، ومصور بريطاني، ولد في لندن، بدأ مشواره المهني سنة 1897، توفي في برايتون، عن عمر يناهز 95 عاماً.

## وصلات خارجية
- جورج سميث على موقع IMDb (الإنجليزية)
- جورج سميث على موقع الموسوعة البريطانية (الإنجليزية)
- جورج سميث على موقع أول موفي (الإنجليزية)
- جورج سميث على موقع قاعدة بيانات الفيلم (الإنجليزية)
- جورج سميث على موقع كينوبويسك (الروسية)